# Jonas Rhodiner
Jonas Rhodiner, född 1980, är en svensk journalist och programledare bosatt i Stockholm. Han är utbildad på Ljungskiles folkhögskola 2004-2006. Han är uppläsare i Mix Megapols nyhetssändningar och medverkar i Gry Forsell med vänner och har tidigare arbetat på bland annat Sveriges Radio. Han har även tävlat tillsammans med Gry Forsell i På spåret säsongerna 2023-2024 samt 2024-2025.